# Мобильный контент
Мобильный контент — цифровой контент, адресованный владельцам мобильных устройств. Как правило, речь идёт о разнообразном цифровом контенте, специальным образом адаптированном или даже изготовленном с учётом технических возможностей мобильных устройств и канала беспроводного доступа.
Адаптированный мобильный контент обычно размещается на специальных мобильных сайтах (устар.—WAP-сайтах).
По мере технического прогресса, мобильные устройства получают всё больше возможностей, растут скорости и надёжность передачи данных в каналах беспроводного доступа. В результате пользователи мобильных устройств получают возможность доступа и к обычным интернет-сайтам, таким образом грань между мобильным и цифровым контентами постепенно стирается.